# Ruppertshofen (Baden-Württemberg)
Ruppertshofen település Németországban, azon belül Baden-Württembergben. Lakosainak száma 1963 fő (2023. december 31.).

## Szomszédos községek
- Gschwend (észak)
- Eschach (kelet)
- Täferrot (délkelet)
- Durlangen (délnyugat)
- Spraitbach (nyugat)

## Népesség
A település népessége az elmúlt években az alábbi módon változott:
| Lakosok száma | 1161 | 1278 | 1317 | 1172 | 1283 | 1625 | 1871 | 1843 | 1804 | 1963 |
|               | 1961 | 1967 | 1974 | 1980 | 1987 | 1993 | 2000 | 2006 | 2013 | 2023 |